# Anisomeridium planiusculum
Anisomeridium planiusculum är en lavart som först beskrevs av William Nylander och fick sitt nu gällande namn av Richard Clinton Harris. 
Anisomeridium planiusculum ingår i släktet Anisomeridium och familjen Monoblastiaceae. Inga underarter finns listade i Catalogue of Life.